# Going Back (альбом Бадді Гая і Джуніора Веллса)
Going Back — студійний альбом американських блюзових музикантів Бадді Гая і Джуніора Веллса, випущений у 1981 році лейблом Isabel (Франція). В США був перевиданий у 1991 році під назвою Alone & Acoustic лейблом Alligator.

## Опис
Цей альбом Бадді Гая і Джуніора Веллса був записаний 15 травня 1981 року у Парижі, Франція під час їхніх європейських гастролів, в якому музиканти повертаються до витоків блюзу. Замість електричної гітари та посиленого звучання губної гармоніки, тут обидва грають на акустичних інструментах, акомпануючи один одному. Вони вирішили записати пісні традиційного акустичного дельта-блюзу з сучасним підходом тих музикантів, які їх надихнули. Бадді виконує три власні композиції і три Джона Лі Гукера. Джуніор співає дві свої пісні, а також віддає данину Мадді Вотерсу, співаючи його пісні і дві пісні традиційного дальта-блюзу, які йому подобались. Також вони виконують пісні Джиммі Ріда, Джиммі Роджерса і Рікі Аллена.
Альбом був випущений у 1981 році французьким лейблом Isabel. 1982 року альбом отримав нагороду National Blues Music Awards в номінації «Традиційний блюз-альбом».
В США був перевиданий у 1991 році під назвою Alone & Acoustic лейблом Alligator з 5 додатковими треками.

## Список композицій
1. «Boogie Chillen» (Джон Лі Гукер) — 4:06
2. «I'm in the Mood» (Джон Лі Гукер) — 3:35
3. «Don't Leave Me» (Бадді Гай) — 3:45
4. «Give Me My Coat and Shoes» (Бадді Гай) — 3:50
5. медлі: «Baby What You Want Me to Do»/«That's Allright» (Джиммі Рід/Джиммі Роджерс) — 5:44
6. «Buddy and Junior's Thing» (Джуніор Веллс) — 5:19
7. «Hold It Right There» (Джуніор Веллс) — 4:50
8. «My Home in the Delta» (Мадді Вотерс) — 3:07
9. «Wrong Doing Woman» (Джуніор Веллс) — 3:00
10. «Diggin' My Potatoes» (Джуніор Веллс) — 4:28

## Учасники запису
- Бадді Гай — 6-струнна гітара (усі окрім 4), 12-струнна гітара (4), вокал
- Джуніор Веллс — губна гармоніка, вокал

Технічний персонал
- Дідьє Трікар — продюсери
- Жан-Пьєр Арньяк — фотографія обкладинки
- Жан Бузлен — дизайн обкладинки